# Amerikai Horror Story: Apokalipszis
Az Amerikai Horror Story című sorozat nyolcadik évada az Apokalipszis alcímet viseli. A már megszokott csatornán, az FX-en került bemutatásra 2018. szeptember 12-e és 2018. november 14-e között.
A korábbi évadokból visszatérő szereplők közt megtalálható Sarah Paulson, Kathy Bates, Evan Peters, Adina Porter, Cheyenne Jackson, Billy Eichner, Leslie Grossman, Billie Lourd, Emma Roberts, Jessica Lange, Taissa Farmiga, Gabourey Sidibe, Lily Rabe, Frances Conroy, Stevie Nicks, Connie Britton, Dylan McDermott, Erika Ervin, Naomi Grossman, Mena Suvari, Lance Reddick, Jamie Brewer, Gloria Laino és Angela Bassett. Új főszereplőként érkezik a sorozatba Cody Fern, továbbá visszatérő szereplőkként Joan Collins, Jeffrey Bowyer-Chapman, Kyle Allen, Billy Porter, Ash Santos, Jon Jon Briones, BD Wong és Carlo Rota.

## Szinopszis
Kitör a Harmadik Világháború, atombomba robban, beköszönt a nukleáris tél, az emberi civilizáció létszáma a minimálisra csökkent.

## Cselekmény

### Expozíció
A robbanás után nem marad semmi a világból, melyet ismerünk. Szabad levegőn tartózkodni nem lehet a sugárzásveszély miatt. A Szövetkezet nevű hálózat már előre készült a világvégére, így létezik a világon 6 darab föld alatti menedékház, melyek közül a Hármas Helyőrség igazgatója egy sötét, rejtélyes nő, Wilhemina Venable (Sarah Paulson), aki a házban saját szabályokat hozott létre, hierarchiarendszert alakított ki, és élvezettel kínozza embertársait Miriam Meaddel (Kathy Bates) együtt.
A menedékházban a lilák képviselik a felső réteget, míg a szürkék a proletárok. Az arisztokraták, vagy milliárdos emberek, akik ki tudták fizetni a méregdrága belépődíjat (a bevétel segítette a búvóhelytervek megvalósítását), vagy kivételes génállománnyal rendelkező előre kiválasztott szerencsés személyek. A szürkék szolgálnak, dolgoznak a helyőrségben és szerencsésnek érezhetik magukat, amiért biztonságban maradhatnak a pusztuló külvilágtól.
A ház szabályai közé tartozik, hogy annak úrnőjére csak Ms. Venable-ként hivatkozhatnak az ott élők, hogy az épületet elhagyni tilos, valamint az, hogy minden nemű közösülés után halállal lakolnak a rendbontók.

### Bonyodalom
A Hármas Helyőrség élelmiszer-készlettára egyre fogyatkozik, s világossá válik, hogy így folytatva nem tudnak soká életben maradni. A lakók abban reménykednek, hamarosan kiszabadítják őket a menedékházból a Szövetkezet csoport emberei. 18 hónap elteltével, meg is jelenik tőlük egy ügynök, Michael Langdon (Cody Fern), aki közli, valamennyien, akik méltóak arra, egy biztonságosabb helyre kerülhetnek, a többiekre kivégzés vár.
Az interjúk egyesével sorra is kerülnek, ahol felszínre kerülnek a belső feszültségek, amelyek a bentlakó túlélők között lappanganak. Evie (Joan Collins) és unokája (Evan Peters), Dinah (Adina Porter) és fia, Andre (Jeffrey Bowyer-Chapman), valamint Coco (Leslie Grossman) és személyi asszisztense, Mallory (Billie Lourd) egyaránt ki nem állhatják egymást. Míg a kikérdezések zajlanak, két további lakó, Timothy (Kyle Allen) és Emily (Ash Santos), akiket kiemelkedő DNS-eiknek köszönhetően hurcoltak be a menedékházba és akik időközben titokban szerelembe estek egymással, megtalálják az újonnan érkező Langdon laptopján annak feljegyzéseit, s szembesülnek vele, hogy Venable önkényesen saját szabályokat hozott létre: így megtudták, végre egymáséi lehetnek, ahogy lehettek volna akár eddig is.
A fiatalokat éppen kivégeznék a szabályszegésért, de Timothy sikerrel fegyvert ragad és rálő a büntetés kivitelezését irányító Miriamre, aki félrevonul, míg szikrákat szór a teste - mivel valójában egy android. Timothy és Emily, valamint Evie unokája (aki megölte nagyanyját) ügyeit Langdon eltussolja.
Venable, aki számára világos, hogy amiért zsarnokságot folytatott a bunkerben, biztosan nem költözhet át az ígéretesebb helyőrségbe, Miriammel kitervelik, hogy megmérgezik az összes lakót, majd Langdont egy halloweeni parti keretein belül, azután az utóbbi laptopjának segítségével felkeresik az alternatív létesítményt. Az ünnepi esemény egy nemvárt vendége Brock (Billy Eichner), Coco volt-barátja - aki nem érte el a magánrepülőgépet, mellyel kedvese érkezett - már teljesen adaptálódott az odakint uralkodó borzalmakhoz, s végre megtalálta a helyet, ahol a lány ezidáig tartózkodott, majd meg is ölte őt. A többieket kígyóméreggel fecskendezett almával tette el láb alól a két elvetemült nő, ám mikor Langdonnal is végeztek volna, az utolsó pillanatban Miriam a férfi helyett Wilheminára szegezi a fegyvert, és le is lövi. Kiderül, hogy Miriam egy olyan robot, akinek a prototípusa Michael néhai gyámja, valamint hogy Langdon terve volt az egész tömegmészárlás.
Rövidesen megjelenik három ismerős arc - Cordelia Goode (Sarah Paulson), Myrtle Snow (Frances Conroy) és Madison Montgomery (Emma Roberts) -, akik felélesztik Malloryt, Cocot és Dinah-t, akik valójában boszorkányok. Megtudjuk, hogy a három jól ismert gyülekezetbeli tag korábbról már ismeri őket, Michael csak Dinah-t. Ezután pedig a boszorkányok és az Antikrisztus szembekerülnek egymással.

### Késleltetés
Korábban a Hármas Helyőrség Hawthorne Iskolája Kivételes Fiatalembereknek néven működött mint varázslóiskola, párhuzamosan a Cordelia által irányított boszorkányakadémiával. 2015-ben az ott ülésező varázslótanács értesül egy fiatal fiúról, aki természetfeletti erejével végzett egy nyomozóval, aki kihallgatta, miután a gyanúsított késeket repített az elméjével egy mészáros hátába - ő a kamasz Michael Langdon, aki azért végzett a hentessel, mert durván beszélt sátánista anyafigurájával, Miriam Meaddel.
Baldwin Pennypacker (BD Wong), a négy főből álló tanács egyike személyesen látogatja meg a fiút, és viszi a többiek elé, ahol képességeit próbára teszik, majd arra a következtetésre jutnak, hogy Michael lehet az alfa - egy varázsló, akinek ereje felér a legfőbbével. Azonnal hívatják is a boszorkányok fejeit, akik elsőre kinevetik az ötletet, miszerint egy férfiboszorkány ereje felérhet egy nőjéével, válaszul azonban Michael visszahozza a ráruházott személyes poklából Madisont, Queenie-t (Gabourey Sidibe) pedig megszabadítja a Hotel Cortez purgatóriumszerű rabságából. Minden jel, mint az is, hogy Cordelia ereje gyengül, és ő maga is haldoklik, arra mutat, hogy egy új legfőbb ideje érkezett el.
Cordelia a lányok okozta meglepettségtől eszméletét veszti, és míg ájultan fekszik jövőképet idéző álmot lát - szemei előtt a világvége, a sugárfertőzött, rothadó emberek és egy sátánian nevető, fehér arcú démon. Hogy lássa mennyire is erős valójában Michael, megengedi, hogy átessen a hét csoda nevű szertartáson, melyet ha sikerrel elvégez, bizonyossá válik, hogy valóban ő a következő legfőbb. Langdon sikerrel veszi az akadályokat, valamint vissza segíti az életbe az alászállás nevű képesség által elhunyt Misty Dayt (Lily Rabe) - akit Cordeliának szintén nem állt hatalmában újra életre kelteni.
Ariel Augustus nagy kancellár (Jon Jon Briones) személyes céljának tekinti, hogy a varázslók felülkerekedjenek a boszorkányokon, így nagy előrelépést jelentene karrierje történetében, ha az ifjú Michael valóban az lenne, akinek ő hiszi. A tanács egy vonakodó tagja, John Henry Moore (Cheyenne Jackson) végig szkeptikusan és félve vélekedik a fiatal, baljós reménységről, de mire az ügy érdekében tenne, Miriam - Ariel és Baldwin tudtával - végez vele. Behold Chablis (Billy Porter), tanácstag összedolgozik a boszorkányokkal, és a legfőbb által Michael múltja felől nyomozni küldött Madisont elkíséri Los Angelesbe, a Gyilkos Házba, ahol az ott élő szellemek, kiknek köze volt valaha a fiúhoz - mint Constance Langdon (Jessica Lange), valamint Ben (Dylan McDermott) és Vivien Harmon (Connie Britton) -, tudtukra juttatják, hogy magával az Antikrisztussal állnak szemben.
A boszorkányakadémia mindeközben virágzik, és olyan lányok is helyet kaptak az iskolában, mint Coco vagy Mallory – ez utóbbi olyan kiemelkedő képességekről tesz tanúbizonyságot, amely több feljebbvalójának is szemet szúr, akik arra a következtetésre jutnak, valójában Mallory lehet a soron következő legfőbb, és nem Michael. Bubbles McGee (Joan Collins) gondolatolvasó boszorkánytársnő segítségével rájönnek, hogy Ariel, Baldwin és Miriam eltettek láb alól egy útjukban álló varázslót, ami miatt máglya általi halállal kell égniük – így Michaelt megfosztják főtámogatóitól, John Henryt pedig Mallorynak köszönhetően újra az élők sorában tarthatják számon.
Michael, elveszve az egyedüllétben és kétségbeesésben, céltalanul bolyong, mire rátalál a városban egy rejtett sátánista hívőtársulatra, ahol megismerkedik Madelynnel (Harriet Sansom Harris), ki előtt feltárja, hogy milyen dolgokra is hivatott - ezután az egész csoport őt éljenzi, a nő pedig eljuttatja a fiút egy privát szervezethez, ahol olyan magfizika tudósok dolgoznak, mint Jeff (Even Peters) és Mutt (Billy Eichner), akik létrehozzák az android Miriam Meadet Michael számára.

### Tetőpont
Ezt követően Michael készen áll leszámolni a boszorkányokkal, akik hiába igyekeztek megvédeni magukat az akadémia körüli védőburával, Dinah-nak, a vudumesternek segítségével ezt az akadályt áthidalták, a fiú pedig lemészárolta a gyülekezet nagy részét, az idők végezetéig száműzve a földi élettől olyan nagy hatalmú varázslónőket, mint Queenie vagy Zoe Benson (Taissa Farmiga) - nem beszélve férfitársaikról.
Miriam Meaden, a roboton keresztül a sátánista Jeff és Mutt - a Szövetkezet, vagyis az Illuminátus emberei, kik mind eladták lelkeiket a sátánnak, befolyással vannak Michaelra, majd elhintik előtte, ideje elhozni a világvégét, aztán emberek új generációjával benépesíteni a Földet. Elkezdődik a Hármas Helyőrség tervezése, melyhez a tudósok öntudatos, ám kezdetektől hűséges titkárnőjüket, Wilhemina Venable-t kérik fel, hogy szolgáljon adminisztrátorként, míg Michael megmutatja arcát a Szövetkezet valamennyi tagjának.
Myrtle meglátogatja a robotikai céget, ahol szembesül az apokalipszist érintő tervekkel, majd Cordeliával kitalálják, Malloryt és Cocot egy személyiségbűbáj és az utóbbi édesapjának vagyonának segítségével bejuttatják az egyik helyőrségbe. A lényeg, hogy Coco új zsarnoki énjének el kell nyomnia Malloryt, hogy ne jöhessen rá sem ő, sem mások - mint Michael -, milyen nagy erő lakozik benne, s hogy arra készülnek, Mallory majd visszautazik a múltba, tenni egy jobb jelenért.
2021-ben, ismét, a boszorkányok leveszik a varázslatot a lányokról, Mallory pedig készen is áll az utolsó reményül szolgáló terv végrehajtásra. Papa Legba (Lance Reddick) Dinah-ért cserébe, aki sokkal romlottabb és korruptabb lélek, mint Marie Laveau (Angela Bassett), felszabadítja Marie-t, hogy végezzen Dinah-val, ami meg is történik. Cordelia elpusztítja a Michael jobbkezeként funkcionáló robot Miriamet, Madison pedig annak karjával, ami valójában beépített fegyver, lövi le egy sorozattal az Antikrisztust - azonban ezzel csak időt nyernek, ugyanis ő mára annyira erős, hogy képes feltámasztani magát pillanatok alatt.
A bunkerben továbbra is garázdálkodó Brock, Coco elégtételt követelő exe, leszúrja a sietve haladó Malloryt, amiért Myrtle végül lángokba borítja a férfit. Michael felkel, végez Madisonnal, Marie-val, majd Cocoval és szembekerül Cordeliaval, aki pedig saját magával - megismételendő a Szent Áldozatot -, így Mallory haldoklásában szert tesz a legfőbb hatalmára, majd visszautazik az időben, ahol biztosra megy, Michael meghal, mielőtt túlságosan erőssé válhatna.

### Végkifejlet
Constance így megszabadul az vészesen sok terhet jelentő unokájától, és nem követ el öngyilkosságot.
Mallory visszatér, újra beiratkozik a Miss Robichaux Akadémiájába - ahol kitörő örömmel fogadja, hogy mindenki, akit elveszített, él - Cordelia a legfőbb, az igazgató, aki bár sosem hozta a halálból vissza az általa oly nagyra tartott Myrtle-t; Zoe, boszorkánytanárként oktatja továbbra is a következő generációt; Mallorynak hála Queenie sosem megy el a Hotel Cortezbe, így nem ölik meg; Madison rövidesen ki lesz mentve a ráruházott purgatóriumból; Misty Dayt pedig Papa Legba önként engedi vissza az élők sorába, a Sátán ivadékának kiiktatásáért cserébe.
A másik térből és időből, a Hármas Helyőrségből Timothy és Emily ebben a síkban is találkoznak, egymásba szeretnek és születik is egy gyermekük, aki a gonosz következő marionettbábújaként folytatja az ördögi kört - és ahogy Michaelért, az ő fiúkért is eljön a Fekete Pápa (Carlo Rota), Miriammel és Samanthával (Naomi Grossman) az oldalán, akik már oly régóta várnak eme pillanatra.

## Szereplők
| Alakító                | Magyar hang            | Szerep                     | Leírás                                                                                  | Epizódok | Epizódok |
| ---------------------- | ---------------------- | -------------------------- | --------------------------------------------------------------------------------------- | -------- | -------- |
| Sarah Paulson          | Peller Anna            | Cordelia Goode             | A legnagyobb erővel bíró boszorkány, avagy a legfőbb.                                   | 7        | 10       |
| Sarah Paulson          | Peller Anna            | Wilhemina Venable          | A Hármas Helyőrség igazgatója, a Szövetkezet csoport "arca".                            | 7        | 10       |
| Sarah Paulson          | Peller Anna            | Billie Dean Howard         | Televíziós médium, a Gyilkos Ház lakóinak egy bizalmasa.                                | 1        | 10       |
| Kathy Bates            | Zsurzs Kati            | Miriam Mead                | Michael néhai elvetemült, sátánista gyámja.                                             | 7        | 10       |
| Kathy Bates            | Zsurzs Kati            | Battle Axe 9000            | Miriamről mintázott, a Szövetkezet által kreált és irányított szadista robot.           | 6        | 10       |
| Kathy Bates            | Zsurzs Kati            | Delphine LaLaurie          | Valaha élt rasszista, emberkínzó úriasszony, aki már a saját poklának fogja.            | 1        | 10       |
| Cody Fern              | Csiby Gergely          | Michael Langdon            | Az Antikrisztus, a Sátán bábja, a végítélet kihirdetője és elhozója.                    | 9        | 9        |
| Billie Lourd           | Csifó Dorina           | Mallory                    | Személyi asszisztens álruhában lévő, kivételesen erős boszorkány.                       | 8        | 8        |
| Leslie Grossman        | Nádasi Veronika        | Coco St. Pierre Vanderbilt | Mallory főnökeként bujkáló, tehetséges tisztánlátó boszorkány.                          | 8        | 8        |
| Evan Peters            | Czető Roland           | Mr. Gallant                | Humoros, különc, meleg fodrászfiú.                                                      | 4        | 8        |
| Evan Peters            | Czető Roland           | Jeff Pfister               | Sátánista tudós, aki megalkotta társával Miriam robotmását, a Battle Axe 9000-t.        | 3        | 8        |
| Evan Peters            | Czető Roland           | Tate Langdon               | Az Antikrisztust nemző, Violet szíve után sóvárgó szellem.                              | 1        | 8        |
| Evan Peters            | Czető Roland           | James Patrick March        | Queenie egykori gyilkosa, majd kártyapartnere - egy szellem a Hotel Cortezben.          | 1        | 8        |
| Emma Roberts           | Bogdányi Titanilla     | Madison Montgomery         | Jó útra tért boszorkány, aki kétszer is megjárta a poklot.                              | 7        | 7        |
| Adina Porter           | Virághalmy Judit       | Dinah Stevens              | Marie Laveau utódja - vudu boszorkánymester, televíziós személyiség.                    | 7        | 7        |
| Frances Conroy         | Egri Márta             | Myrtle Snow                | Cordelia fő tanácsadója - bölcs, idős boszorkány.                                       | 6        | 7        |
| Frances Conroy         | Egri Márta             | Moira O'Hara lelki képmása | Csapdába esett házvezetőnőszellem, aki végre felszabadulásra lel.                       | 1        | 7        |
| Taissa Farmiga         | Pekár Adrienn          | Zoe Benson                 | "Fekete özvegy" képességgel bíró boszorkánytanár.                                       | 5        | 6        |
| Taissa Farmiga         | Pekár Adrienn          | Violet Harmon              | A Gyilkos Ház borongó, a szerelemben csalódott szellemlánya.                            | 1        | 6        |
| Gabourey Sidibe        | Szilágyi Csenge        | Queenie                    | "Vudu baba" képességgel bíró boszorkány.                                                | 5        | 5        |
| Billy Porter           | Dózsa Zoltán           | Behold Chablish            | Feminin varázslótanár, a tanács egy tagja.                                              | 5        | 5        |
| Billy Eichner          | Láng Balázs            | Brock                      | Coco ex-barátja - televíziós szerkesztő, a radioaktív világ egy áldozata.               | 3        | 5        |
| Billy Eichner          | Láng Balázs            | Mutt Nutter                | Jeff tudóstársa.                                                                        | 3        | 5        |
| Cheyenne Jackson       | Posta Victor           | John Henry Moore           | A varázslótanács egy szkeptikus tagja.                                                  | 4        | 4        |
| Jon Jon Briones        | TBA                    | Ariel Augustus főkancellár | A varázslóiskola és -tanács feltörekvő, eltökélt vezetője.                              | 4        | 4        |
| BD Wong                | TBA                    | Baldwin Pennypacker        | Michael felfedezője - varázslótanár, a varázslótanács tagja és írnoka.                  | 4        | 4        |
| Kyle Allen             | TBA                    | Timothy Campbell           | Kivételes génállománnyal rendelkező, intelligens fiú.                                   | 4        | 4        |
| Ash Santos             | TBA                    | Emily                      | Timothy szerelme - kivételes génállománnyal rendelkező, dacos lány.                     | 4        | 4        |
| Joan Collins           | Farkasinszky Edit      | Bubbles McGee              | Myrtle barátnője, Madison korábbi munkatársa - telepata boszorkány.                     | 2        | 4        |
| Joan Collins           | Farkasinszky Edit      | Evie Gallant               | Mr. Gallant nagymamája - fényűző életet élt özvegyasszony.                              | 2        | 4        |
| Carlo Rota             | TBA                    | Anton LaVey                | Miriam feljebbvalója - a Sátán Egyházának alapító főpapja, a Fekete Pápa.               | 3        | 3        |
| Jeffrey Bowyer-Chapman | TBA                    | Andre Stevens              | Dinah fia - a Hármas Helyőrség egy előkelő, meleg lakója.                               | 3        | 3        |
| Erika Ervin            | Kiss Eszter            | Az Ököl                    | Miriam keze alatt dolgozó, fegyveres nő a Hármas Helyőrségben.                          | 3        | 3        |
| Jessica Lange          | Csere Ágnes            | Constance Langdon          | Az Antikrisztus nagyanyja és egykori gondviselője.                                      | 2        | 2        |
| Lily Rabe              | Solecki Janka          | Misty Day                  | Ártatlan, naiv boszorkány, aki különösen ért a halottak az életbe való visszahozásához. | 2        | 2        |
| Jamie Brewer           | Pupos Tímea            | Nan                        | Papa Legba pokolbéli kiskedvence, a boszorkányakadémia néhai tanonca.                   | 2        | 2        |
| Naomi Grossman         | Kokas Piroska          | Samantha Crowe             | Miriam szektatársa, Anton LaVey alárendeltje - sátánista bíboros.                       | 2        | 2        |
| Dylan McDermott        | Varga Gábor            | Ben Harmon                 | Michael életében ideiglenes apafigura, Violet apja - szellem a Gyilkos Ház.             | 1        | 1        |
| Connie Britton         | Bognár Anna            | Vivien Harmon              | Ben felesége, Violet anyja, az Antikrisztus világra hozója.                             | 1        | 1        |
| Angela Bassett         | Bognár Gyöngyvér       | Marie Laveau               | Valaha élt, híres vudu boszorkány, aki nemezisével kell, töltse az örökkévalóságot.     | 1        | 1        |
| Stevie Nicks           | Koncz-Kiss Anikó       | Önmaga                     | Misty példaképe - énekes boszorkány.                                                    | 1        | 1        |
| Lance Reddick          | Mihályi Győző          | Papa Legba                 | Vudu istenség.                                                                          | 1        | 1        |
| Mena Suvari            | Zakariás Éva           | Elizabeth Short            | Fekete Dália a Gyilkos Házból.                                                          | 1        | 1        |
| Harriet Sansom Harris  | TBA                    | Madelyn                    | Michael mentora, miután az elveszítette korábbi támogatóit.                             | 1        | 1        |
| Sandra Bernhard        | TBA                    | Hannah                     | Sátánista szónok.                                                                       | 1        | 1        |
| Lesley Fera            | TBA                    | Szövetkezeti ügynöknő      | A Szövetkezet egy szóvivője.                                                            | 1        | 1        |
| Emilia Ares            | TBA                    | Anasztázia Romanov         | A bolsevik forradalom idején kivégzett orosz nagyhercegnő, aki boszorkány volt.         | 1        | 1        |
| Raina Matheson         | TBA                    | Rose Langdon               | Néhai lánya Constance-nek, nővére Tate-nek, aki nem rendelkezik látószervekkel.         | 1        | 1        |
| Chad James Buchanan    | TBA                    | Stu                        | Andre párja, akit koholt vádak alapján kivégeznek, majd húsát felszolgálják.            | 1        | 1        |
| Dina Meyer             | Orosz Anna             | Nora Campbell              | Timothy édesanyja.                                                                      | 1        | 1        |
| Emily Mest             | TBA                    | Casey                      | Michael Miriamék szektájába való beavatásának rituális áldozata.                        | 1        | 1        |
| Gloria Laino           | Lipcsey-Colini Borbála | Presbiter                  | Egy a sátánista szektabeli elöljárók közül.                                             | 1        | 1        |

## Epizódok
| Sor. | Év. | Cím                                                  | Rendező               | Író                         | Premier                                | Nézettség   |
| --- | --- | ---------------------------------------------------- | --------------------- | --------------------------- | -------------------------------------- | ----------- |
| 85. | 1.  | A vég (The End)                                      | Bradley Buecker       | Ryan Murphy és Brad Falchuk | 2018. szeptember 12. 2019. április 3.  | 3.08 millió |
| A világot nukleáris rakéták pusztították el. Egy Coco nevezetű nő, asszisztense, fodrásza és annak anyja el tudnak menekülni egy óvóhelyre amit a Szövetség tart fent. A szervezet kimenekített még tökéletes génállományú embert is a fennmaradás érdeknében. Ők ketten Timothy és Emily. Később találkoznak a további túlélőkkel a bunkerban amit Wilhemina Venable vezet. Egyik tagjukra Wilhemin aés segítője, Miriam ráfogják hogy sugárfertőzött és emiatt megölik. 18 hónap után az élelmiszer-ellátás kritikus. Egy Michael Langdon nevezetű ember érkezik a Szövetségtől, hogy kiválassza azokat akiket magával visz egy új bunkerbe... |     |                                                      |                       |                             |                                        |             |
| 86. | 2.  | Másnap (The Morning After)                           | Jennifer Lynch        | James Wong                  | 2018. szeptember 19. 2019. április 10. | 2.21 millió |
| Langdon elkezdi a kiválasztási folyamatot. A fodrászfiú Gallant-tal kezdi, akit szexuális irányultságáról és a nagyanyja iránti gyűlöletéről kérdez. Később gumiruhában megjelenik egy férfi Gallantnál. Nagyanyja meglátja őket szex közben és be is árulja rokonát. Timothy és Emily felfednek Langdon laptopján egy e-mait, miszerint Venable saját szabályokat hoz létre az óvóhelyen. Gallant nem adja ki a gumiembert Venable vallatására sem, viszont Langdon azt állítja nem ő a gumiruhás férfi. Timothy és Emily megszegve a szabályt lefekszenek egymással, de Miriam rajta kapja őket és emiatt kivégzésre ítéli a két fiatalt, de Timothy meglövi Miriamot, akiről később kiderül hogy egy robot. Ezután a gumiember el akarja csábítani Gallattot, de a fiú megöli őt. Langdon megjelenik és a gumiember helyén a fiú nagyanyja jelenik meg. A kivégzést Langdon megakadályozta, de később viszont csak Timothy-t láthatjuk Langdon társaságában. |     |                                                      |                       |                             |                                        |             |
| 87. | 3.  | A tiltott gyümölcs (Forbidden Fruit)                 | Loni Peristere        | Manny Coto                  | 2018. szeptember 26. 2019. április 17. | 1.95 millió |
| Langdon összetűzésbe kerül Malloryval és felfedi neki démoni alakját. Mallory viszont visszaveri a támadását, mer ő is valamilyen misztikus erővel rendelkezik. Venable és a robot kitervelik, hogy megölnek mindenkit így ők biztosan beférnek az új bunker társaságába. Eközben Coco régi barátja, Brock túlélve a robbanást felfedezi a bunkert. Bejut az épületbe, ahol elcsalja barátnőjét egy szobába és megöli. A Szövetség egy láda almát küld az óvóhelyre ezt pedig a két nő ki is használja. A gyümölcsökbe kígyómérget fecskendeznek és halloween-i ünnepség ürügyén megetetik a többiekkel. A terv bejön és ezután Landont akarják kiiktatni. A férfi viszont elárulja, hogy a robotot ő programozta és ráveszi, hogy ölje meg Venable-t. Az epizód zárásában a Boszorkányokból megismert Cordelia, Madison és a Myrtle Snow jelennek meg és Cordelia feltámasztja Mallory-t, Dinah-ot és Coco-t. |     |                                                      |                       |                             |                                        |             |
| 88. | 4.  | Lehet hogy ő a sátán? (Could It Be... Satan?)        | Sheree Folkson        | Tim Minear                  | 2018. október 3. 2019. április 24.     | 2.02 millió |
| Három évvel a nukleáris robbanás előtt egy warlockképző iskola felkeresi Langdont, mert megölt egy embert aki sértegette az igazi Miriamot. A boszorkánymesterek próbára teszik és kiderül, hogy hatalmas képességekkel rendelkezik. Később összehívják a boszorkányokat, hogy vessék alá a fiút a Hét Csoda próbának is és így átvegyék a hatalmat a nőktől és a fiú legyen az Alfa, a legnagyobb boszorkánymester. Hatalmának bizonyítása képpen Michael megmenti Queenie-t az Cortez-ből és Madison-t is visszahozza személyes poklából. Korábban ezt még Cordelia sem tudta megtenni... |     |                                                      |                       |                             |                                        |             |
| 89. | 5.  | A próbatétel (Boy Wonder)                            | Gwyneth Horder-Payton | John J. Gray                | 2018. október 10. 2019. május 1.       | 2.12 millió |
| Cordelianak látomása vanː Egy apokaliptikus jövő jelenik meg előtte ahol a lányai halottak, az iskolája romokban és őt magát zombik marcangolják szét. A háttérben Langdont látja. Félve, attól hogy a fiút megfosztja a levetőségtől hogy ő legyen az új Legfőbb, amiatt lesz gonosz ezért Michaelt aláveti a próbának. Az egyik boszorkánymester nem ért egyet a döntéssel, ezért nyomozni kezd Langdon után. A fiú ezért Miriamot kéri, hogy segítsen neki, aki egy benzinkútnál megöli a férfit. Langdon teljesít minden próbát, de Cordelia az utolsó kiegészítésképp azt kéri a fiútól, hogy a pokolban ragadt Misty Dayt is hozza vissza. A fiú ezt is teljesíti, de Misty aggodalmát fejezi ki, miszerint gonoszságot érzett a fiúban. Emiatt Cordelia elküldi egy bizonyos helyre Madisont akihez még egy varázslómester is csatlakozik. Az a bizonyos helyszín pedig a Gyilkos ház . |     |                                                      |                       |                             |                                        |             |
| 90. | 6.  | Visszatérés a gyilkos házba (Return To Murder House) | Sarah Paulson         | John J. Gray                | 2018. október 17. 2019. május 8.       | 2.01 millió |
| Madison és társa megérkeznek a házba. Constance készséggel segít nekik Michael-lel kapcsolatban, de cserébe el kell tüntetniük a bejárónőt akit gyűlöl. Kiássák a nő csontjait és tisztességgel eltemetik, így távozhat az elátkozott házból. Constance elmeséli, hogy a kis Michael kezdetben kisállatokat ölt meg majd áttért az emberekre. Amikor Michael egy éjszaka alatt felnőtté vált a nő papot is hívatott a fiúhoz de őt is megölte. Constance-nak ez volt az utolsó "lökés" és öngyilkos lett a házban. Később Ben vette kezelésbe a fiút. Jó útra kezdte terelni de apja Tate gyűlölködő szavai letérítették az útról. A házat eladták, de Michael az új lakókat is megölte. Ezután anyja, Vivien mesélt róla, miszerint a Sátán követői felkeresték őt és emberi áldozat árán felfedték valódi énjétː Az Antikrisztust. |     |                                                      |                       |                             |                                        |             |
| 91. | 7.  | Az áruló (Traitor)                                   | Jennifer Lynch        | Adam Penn                   | 2018. október 24. 2019. május 15.      | 1.85 millió |
| Cordelia felkeresi az új vudukirálynőt, Dinah Stevens-t, hogy megidézze neki a vudu ördögöt. Papa Legba, Michael kiiktatásáért Cordelia növendékei lelkét kéri de ezt a nő visszautasítja. Cordelia visszahozza a halálból Myrtle-t (aki saját maga kérte meg Cordeliát hogy máglyán égesse el). Ő és barátja, Bubbles (belelát mások gondolataiba és lelkébe) segítségével kiderítik hogy a két boszorkánymester, Ariel és Baldwin tudnak társuk, John Henry haláláról és a nők elpusztításán dolgoznak. Zoe úgy hiszi, Mallory lesz az új Legfőbb, aki később teljesíti is a Hét Csoda utolsó próbáját azzal, hogy feltámassza John Henry-t. Ezután a lányok elfogják Arielt, Baldwint és Miriamot akik együttesen felelősek John haláláért és máglyán elégetik őket. |     |                                                      |                       |                             |                                        |             |
| 92. | 8.  | Éljen a sátán (Sojourn)                              | Bradley Buecker       | Josh Green                  | 2018. október 31. 2019. május 22.      | 1.63 millió |
| Michael megtalálja az elégett társait, ezután Cordelia próbálja felajánlani a segítségét hogy jó útra térjen, sikertelenül. Michael apja tanácsát kéri de nem felel neki. Ezután elkeveredik egy sátánista szektához, ahol egy idős hölgy újra hitet ad neki. Ő vezeti el egy szervezethez ahol a recepciós maga Miss Venable és az itt dolgozó 2 robotikai szakértő elkészíti neki nevelő anyja, Miriam robot mását. |     |                                                      |                       |                             |                                        |             |
| 93. | 9.  | A titkos társaság (Fire and reign)                   | Jennifer Arnold       | Asha Michelle Wilson        | 2018. november 7. 2019. május 29.      | 1.65 millió |
| A lányok visszavonulnak a boszorkány ház védelmébe, de Dinah egy vudu varázslat segítségével segít Langdonnak és Miriam Mead-nek beszivárogni a boszorkánysuliba. Mead megöl minden boszorkány tanítványt csak Cordelia, Myrtle, Mallory és Madison éli túl. Cordelia megpróbálja őket visszahozni, de nem képes rá, mivel Langdon elpusztította lelküket is. Misty mocsári kunyhójában találnak menedéket, ahol Myrtle egy ősi varázslatról mesél nekik, amellyel megváltoztathatja a múltat. Mallory, próbaképp az 1918-as Oroszországba megy vissza, ahol Anastasia Nikolaevna hercegnőt és boszorkányt , valamint annak családját próbálja megmenteni a kivégzés alól, de sikertelenül. Cordelia felajánl egy rítust miszerint átadja az erejét a lánynak így felgyorsíthatja hogy Legfőbb legyen, de ez az életébe kerülne. Myrtle ebbe nem megy bele. Cordelia ezután a két megmaradt boszorkánymester segítségét kérne de Michael már megölte őket és a többi tanítványt is. Mutt és Jeff, akik megalkották Miriam robot mását végig ellenőrzésük alatt tartották és a roboton keresztül tanácsokat adnak Michaelnek. A két feltaláló veti fel hogy építsenek óvóhelyeket az apokalipszis túlélése érdekében, és az egyik ilyen hely vezetésére Venable-t kérik fel. Michael előtt felfedik hogy a Szövetség valójában az Illuminátus rend és tagjai mind eladták a lelküket a Sátánnak csakhogy gazdagok és befolyásosak lehessenek. A zárásban Michael találkozik a vezetőkkel és felvázolja nekik a bunkerek építését és az egész világvége tervet... |     |                                                      |                       |                             |                                        |             |
| 94. | 10. | Apokalipszis most (Apocalypse then)                  | Bradley Buecker       | Ryan Murphy és Brad Falchuk | 2018. november 14. 2019. június 5.     | 1.83 millió |
| Myrtle elmegy a két tudós fiúhoz ahol felfedezi az óvóhely terveit és annak helyszíneit. A nő ráveszi a fiúkat, hogy Coco apja nevében vegyen jegyet neki és társainak a 3-as számú bunkerbe. Cordelia bűbáj által elrejti Coco-t és Mallory-t Langdon szeme elől egy személyiségbűbájjal, így sem ő sem a lányok nem fognak emlékezni kik is ők valójában, ezzel időt nyerve hogy Mallory megerősödjön. Ezután Cordelia, Myrtle és Madison elássák magukat a gyógyító mocsáriszapban és így vészelik át az apokalipszist. Visszatérünk a 3. rész eseményeihez, amikor Mallory ereje felszínre tör. Cordeli éstársai is visszatérnek. Miután a mérgezés miatt feltámasztják a lányokat szembekerülnek Michael-lel. Dinah az árulásáért most fizet meg azzal, hogy Cordelia az ő lelkét elcserélte Papa Legbánál Marie Laveau lelkéért. Ezután felgyorsulnak az eseményekː Marie megöli Dinah-t, Cordelia kiiktatja Miriam robot mását és Madison lelövi Langdont, amíg a lányok elmenekülnek végrehajtani az időutazós mágiát. Michael hamar feléled és megöli Madisont. Menekülés közben Coco régi barátja, Brock előbújik és leszúrja Malloryt. Myrtle elégeti a férfit, de a lány halálán van. Langdon-t Coco és Marie sem tudja megfékezni és ez az életükbe kerül. Végül Cordelia feláldozza magát és Mallory új erőre kap. A lány visszatér 2015-be, a Gyilkos ház idővonalára, ahol Michael pont megölt egy papot emiatt Constance elzavarja a háztól.A fiú épp az úton sétál amikor Mallory elgázolja egy autóval. Michael még kéri anyját hogy vigye be a házba ahol lelke fennmaradhatna de ezt a Constance nem teszi meg. A fiú az úton hal meg ezzel Mallory megakadályozta a jövőbeli eseményeket. Mallory végül visszatér a boszorkányképzőbe ahol senki nem emlékszik mi is történt valójában csak ő. Mivel elpusztította a sátán fiát ezért Papa a pokolból elengedi Misty-t és Madison-t, valamint megmenti Queenie-t azzal hogy lebeszéli tervéről miszerint beköltözzön a Cortez Hotelbe,a hol halálát lelné. Myrtle nem tér vissza közéjük mivel őt Cordelia támasztotta fel Langdon miatt. Egy másik helyszínen a sorozat elején megismert Timothy és Emily találkoznak az új jelenben, és évekkel később fiuk születik, aki 3 évesen megöli a dadájukat. Ezután a 6. részben megismert Sátán követői Anton LaVey, Samantha Crowe és Michael későbbi nevelőanyja Mead meglátogatják őket. Mallory megfékezte Michael-t, de Timothy és Emily gyermeke által új Antikrisztus született és minden kezdődik elölről... |     |                                                      |                       |                             |                                        |             |